# Сабин (окръг, Тексас)
Вижте пояснителната страница за други значения на Сабин.
Окръг Сабин (на английски: Sabine County) е окръг в щата Тексас, Съединени американски щати. Площта му е 1494 km², а населението - 10 469 души (2000). Административен център е град Хемпхил.